# Ерудиція

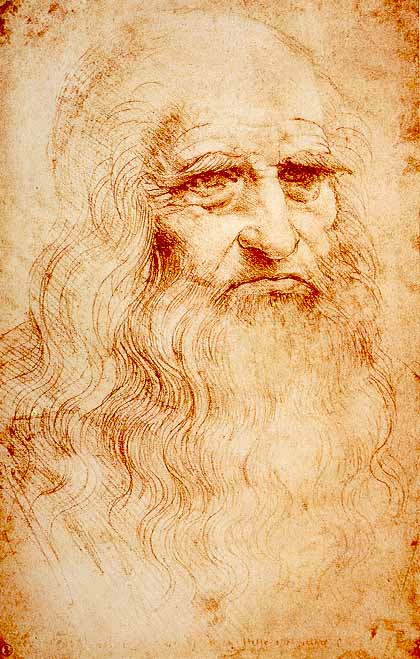
Леонардо да Вінчі — архетиповий і найвідоміший ерудит.

Еруди́ція (лат. eruditio — вченість, пізнання) — глибокі всебічні знання, широка поінформованість.
Слово ерудиція прийшло з латинської: вчений вважається ерудитом (лат. eruditus), коли заняття і читання, супроводжувані осмисленням і висновками, викреслювали всю його грубість (лат. rudis, e-(ex-) + rudis), тобто «згладжували» його первісну силу, ненавчену неввічливість. Ерудиція — глибина, блиск і широта, які виникають внаслідок навчання і систематичного читання й осмислення літературних і не тільки джерел. Латинське слово «educare» означає «виводити з незнання»; отже, освічена людина вміє робити критичні висновки, використовуючи дедуктивну логіку. Людина-ерудит має додаткові знання у більшій області предметної інформації, має глибші й тісніші взаємини з літературою питання, ширший інтелектуальний горизонт.
Ерудиція зіставна з освіченістю людини, але не тотожна. Людина-ерудит обов'язково освічена, але освічена людина — не обов'язково ерудит. Відмінність криється у тому, що людина-ерудит прагне подолати свою грубість і неосвіченість, в той час як просто освічена людина не вбачає у цьому особливої гідності. Людина-ерудит вникає в конкретні теми безпосередньо через книги і дослідження, а не з курсів навчання предмета.
Відомий італійський поет Джакомо Леопарді був ерудитом: він читав і вивчив класику самостійно, і був під глибоким впливом багатьох філософів. Серед найбільших давньоримських ерудитів був Марк Теренцій Варрон, англійських — письменник-есеїст сер Томас Браун.
Звичайний юрист — це той, хто вивчав і знає закон глибоко і повністю; а юрист-ерудит, крім того, детально знає історію закону, а також закони інших культур.
Ерудиція очевидна в літературній роботі, коли письменник-ерудит має загальне знання, що охоплює багато різних областей. Коли такий універсальний вчений знаходиться також в центрі діяльності кількох галузей, його іноді називають «людиною універсальною (лат. polymath)». Коли ж він не тільки в центрі діяльності кількох індивідуальних галузей, але є лідером думок у них, його іноді називають «людиною історичною (polyhistor)».